# Saint-Maurice-de-Beynost
Saint-Maurice-de-Beynost es una comuna francesa del departamento de Ain, en la región de Auvernia-Ródano-Alpes. Pertenece a la comunidad de comunas de Miribel et du Plateau.

## Geografía
La comuna está en el suroeste del departamento, cerca del límite con la Metrópoli de Lyon. Pertenece a la aglomeración urbana de Lyon.

## Demografía
| 1 576 | 1 797 | 2 011 | 2 695 | 2 791 | 3 503 | 3 468 | 4 020 | 3 885 | 3 903 |
| Para los censos de 1962 a 1999 la población legal corresponde a la población sin duplicidades (Fuente: INSEE [Consultar]) |       |       |       |       |       |       |       |       |       |